# 江藤勲
江藤 勲（えとう いさお、1943年10月16日 - 2015年4月25日）は、日本の音楽家。セッション・ベーシストとして様々な活動を行った。実弟は俳優の江藤潤。

## 経歴
17歳でプロのバンドのベーシストとして活動を開始。克美しげるとロック・メッセンジャーズ、ジャッキー吉川とブルー・コメッツなどのバンドを経て独立。ベースの腕を見込まれ、多数のアーティストのレコーディングにスタジオ・ミュージシャンとして参加したほか、ライブのバックバンドにも参加した。
1970年には、レコーディング・スタジオで知り合った黛ジュンと婚約、結婚したが短期間で離婚した。
2015年4月25日、虚血性心不全のため東京都内の自宅で死去した。71歳没。

## 受賞歴
- 第57回日本レコード大賞特別功労賞